# Comté de Restigouche
Comté de Restigouche (franska) eller Restigouche County (engelska) är ett county i New Brunswick i Kanada.   Det ligger i den östra delen av landet, 700 km öster om huvudstaden Ottawa. Antalet invånare är 32 594. Arean är 8 580 kvadratkilometer.